# Slaget ved Tettenhall
Slaget ved The Tettenhall (nogle gange slaget ved Wednesfield eller Wōdnesfeld) var et slag, der ifølge krønikøren Æthelweard udkæmpedes d. 5. august 910 nær Tettenhall. De allierede tropper fra Mercia og Wessex mødte en hær af vikinger fra Northumbria i Mercia.

## Baggrund
Efter vikingerne havde haft flere succesfulde plyndringstogter var store dele af det nordøstlige England, tidligere Northumbria, under deres kontrol. De danske angreb ind i det centrale England var blevet mødt med modstand og reduceret betragteligt af Aflred den store til et punkt, hvor hans søn, Edvard den Ældre, kunne igangsætte angreb mod vikingerne. Edvard var alliereret med mercianerne igennem sin søster Æthelflæd, og deres samlede hære var betragtelig. De allierede tropper igangsatte en 5-ugers plyndringstogt mod danerne 909.

## Slaget
Vikingerne søgte hurtigt gengældelse for angrebet. I 910 var kong Edvard i Kent og ventede på at hans flåde ville samles, og vikingerne troede at størstedelen af kongens tropper var ombord på skibene, og de igangsatte en invasion af Mercia. De plyndrede helt op til Avon nær Bristol, og fortsatte langs Severn indtil de nåede til Bridgnorth-området. De bevægede sig herefter mod øst, og blev forfulgt af de samlede tropper fra Mercia og Wessex, som indhentede dem nær Tettenhall. Plyndringshæren blev udslettet og tre af vikingernes konger blev dræbt: Ingwær, Eowils og Halfdan.

## Efterspil
Danerne i nord blev undertrykt og tropperne fra Wessex og Mercia kunne igen fokusere på vikingerne, der havde bosat længere mod syd. Der var ikke yderligere træfninger i nord i den næste generation.